# She-Ra: Princeza moći
"She-Ra" (engleski "She-Ra: Princess of Power") je američka animirana (anime) televizijska serija iz 1985. tvrtke Filmation. Omašak je crtane serije "Gospodari svemira" kako bi se privukla i ženska publika, kao protuteža spomenute serije koja je bila uglavnom popularna među muškom publikom. Kao i kod "Gospodara svemira", "She-Ra" se zasniva na igračkama poduzeća Mattel te je producirana uz financijsku potporu tog poduzeća radi promocije igračaka. Radnja se odvija oko She-Re, sestre blizankinje He-Mana, koja vodi pobunu protiv Hordaka i njegove Zle Horde na planetu Eteriji. Njen lik po prvi put se pojavio u cjelovečernjem animiranom filmu "He-Man i She-Ra: Tajna mača".
Serija ima 93 epizode, božićni TV specijal, a po njoj su izdane knjige, časopisi i igračke. Godine 2010. serija je objavljena na DVD-u u Americi.

## Radnja
Hordak je autokratski vladar Etherije i njegova horda drži planet pod željeznom šakom. Njegovi jedini nadređeni je tajnovito i tamno biće zvano Horde Prime, dok su svi ostali članovi horde pod njegovim apsolutnim zapovjedništvom, među njima i Mantenna, Leech, Grizzlor, Catra i drugi. Međutim, Adora, bivša pripadnica horde, je nova predvodnica pobune protiv Hordakove diktature. 
Njen adut je to što se može transformirati u She-Ru uz pomoć čarobnog Mača zaštite, što joj daje posebne moći i snagu, a svojeg konja Spirita može transformirati u Swift-Winda, što mu omogućava letenje. Izuzev Swift-Winda, jedino Light Hope, Kowl i Madame Razz znaju za njenu tajnu. U njenoj skupini pobune nalaze se i Bow, Glimmer, Castaspella, Angella i drugi. U dvobojima između Hordaka i She-Re katkad se znaju umiješati i He-Man i Skeletor, koji svrate tu i tamo iz druge dimenzije, što još dodatno zna zakomplicirati dvoboj.

## Glasovi
- Melendy Britt - Adora/She-Ra, Catra, Octavia
- Linda Gary - Glimmer, Madame Razz, Scorpia, Entrapta, Teela, Čarobnica
- George DiCenzo - Hordak, Bow, Dylamug, Vultak, Tung Lashor,
- Lou Scheimer - Swift Wind, Light Hope, Grizzlor, Mantenna, Modulok, Kowl, Orko
- Erika Scheimer - kraljica Angella, Frosta, Perfuma
- John Erwin - Adam/He-Man, Beast Man
- Alan Oppenheimer - Skeletor, Borbeni Mačak, Man-At-Arms

## Recenzije
David Johnson je ovo zapisao prilikom recenzije serije na DVD-u

| » | Sve u svemu, "She-Ra" i dalje stoji uspravno kao zabavna, energična fantastična animirana serija, puna snažnih ženskih protagonista i beskrajne parade bizarnih mjesta, likova i stvorenja. Serija je imala veći budžet od "He-Mana" te stoga profitira od manje reciklirane animacije i boljih produkcijskih vrijednosti. | « |
|   | |   |
R.L. Shaffer je zapisao:
| » | Iako serija ne može pratiti korak s današnjim animacijskim standardima, tu je još uvijek riječ o zabavnom proizvodu. Ima malo bolju animaciju od "He-Mana", a priče često prikazuju križanac između te dvije serije. Završni rezultat je serija koja će više biti zanimljiva mladim djevojkama, ali je i dalje skroz zanimljiva. | « |
|   | |   |
Todd Douglass Jr. je zapisao sljedeće:
| » | Isti argument, da je serija tek nešto malo više od marketinškog alata, može se primijeniti i na ovu seriju. Mnoge (i doista mislim mnoge) priče kroz 93 epizode dovode nove likove u središte radnje, bez obzira na to jesu li dobri ili loši. Jedina svrha bila je napraviti reklamu bez plaćanja promocije radi prodaje plastične igračke...Neprirodni dijalozi, ograničena animacija i djetinjaste priče se mogu pronaći svugdje po "She-Ri", ali da budem iskren, to je dio njenog šarma. | « |
|   | |   |

## Vanjske poveznice
- She-Ra u internetskoj bazi filmova IMDb-a
- Neslužbeni fan site
- Castegreyskull.org
- Tajne Sive lubanje - fan site